# Stranda landsfiskalsdistrikt
Stranda landsfiskalsdistrikt var 1918–1964 ett landsfiskalsdistrikt i Kalmar län, bildat som Oskarshamns landsfiskalsdistrikt när Sveriges indelning i landsfiskalsdistrikt trädde i kraft den 1 januari 1918, enligt beslut den 7 september 1917. När Sveriges nya indelning i landsfiskalsdistrikt trädde i kraft den 1 oktober 1941 (enligt kungörelsen den 28 juni 1941) ändrades distriktets namn till Stranda landsfiskalsdistrikt. Den 1 januari 1965 avskaffades i Sverige samtliga landsfiskaler och landsfiskalsdistrikt, och deras arbetsuppgifter delades upp på de nyskapade indelningarna polisdistrikt, åklagardistrikt och kronofogdedistrikt.
Landsfiskalsdistriktet låg under länsstyrelsen i Kalmar län.

## Ingående områden
När Sveriges nya indelning i landsfiskalsdistrikt trädde i kraft den 1 januari 1952 (enligt kungörelsen 1 juni 1951) ändrades distriktets omfattning. Den 1 januari 1964 (enligt kungörelse den 13 december 1963) införlivades Oskarshamns stad, men bara i avseende på utsökningsväsendet.

### Från 1918
Stranda härad:
- Döderhults landskommun
- Mönsterås köping
- Mönsterås landskommun

### Från 1 januari 1952
- Döderhults landskommun
- Mönsterås köping

### Från 1 januari 1964
- Döderhults landskommun
- Mönsterås köping
- Oskarshamns stad (endast i utsökningshänseende)[5]